# Командування оборони столиці
Командування оборони столиці (кор. 수도방위사령부) — підрозділ, який знаходиться в безпосередньому підпорядкуванні штабу Республіки Корея і який займається обороною Сеула. Штаб-квартира підрозділу знаходиться у Кванак-гу, Сеул. Оборону за межами міста виконує столичний корпус.
Командування оборони столиці — це єдине командування, яке підпорядковується безпосередньо президенту Республіки Корея.

## Історія
Спочатку Командування столичної гвардії було сформовано 20 червня 1949 року для звільнення Сеула, але було розформовано після передання у Столичну дивізію під час Корейської війни.
Згодом, відповідно до Постанови Верховної ради з національної реконструкції № 37, 1 червня 1961 року Столичне командування оборони було відновлено в Юнсангу, Сеул. У перші дні свого створення воно функціонувало як підрозділ силової безпеки безпосередньо при Верховній Раді національної реконструкції. У 1962 році, через рік після його створення, штаб перевели в Чжун-гу. У грудні 1963 року вище командування було переведено з-під безпосереднього підпорядкування Верховній раді національного відновлення в підпорядкування штабу армії, і воно було перейменовано на Командування столичної безпеки. Хоча воно відповідало лише за захист столиці, після інциденту 21 січня, коли північнокорейський солдат хотів убити президента Південної Кореї під час перемовин, було додано місію щодо боротьби з проникненням.
У 1984 році під Сеулом йому було виділено низку навчальних груп і мобілізаційних дивізій, та перейменовано на нинішнє Командування оборони столиці — підрозділ корпусного рівня.

## Організація
- 52-а вітчизняна піхотна дивізія «Стріла»
- 56-а вітчизняна піхотна дивізія «Пухансан»
- 1-а бригада ППО
- Військова поліція
- 1-й гвардійський корпус
- 122-а інформаційно-комунікаційна група
- 1113-й інженерний корпус
- 151-й інженерний батальйон
- 313-й буровий батальйон
- Навчальний центр «Щит» — навчання командирів підрозділів та зона очікування розміщення нових рекрутів.
- 1-й підрозділ управління архівами
- 35-й підрозділ сухопутного мобільного управління
- 22-й хіміко-біологічний та радіологічний батальйон
- Компанія з виробництва обладнання
- 35-й батальйон спеціального призначення «Тантула»
- Жіноча рота спеціального призначення
- Батальйон тилового забезпечення

### Контингент Служби безпеки президента
- 33-й гвардійський військовий поліцейський
- 55-й гвардійський корпус
- 88-й батальйон забезпечення безпеки

#### Підрозділи підтримки
- Група столичного логістичного забезпечення (1-е командування логістичного забезпечення)
- 12-а авіаційна група (Командування повітряних операцій)